# Anonyme Architektur

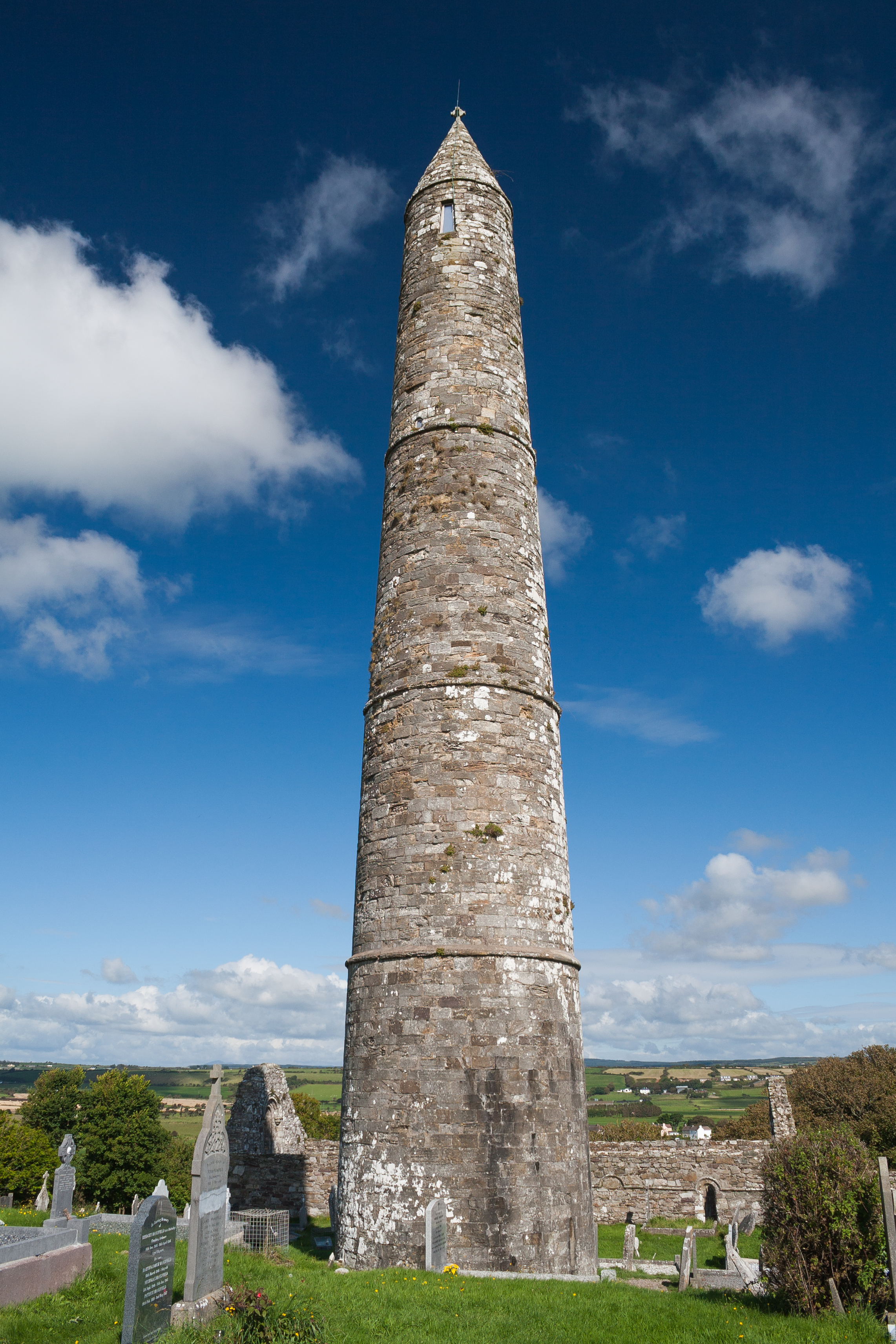
Auf dem Buchumschlag von Architecture Without Architects ist ein Irischer Rundturm abgebildet

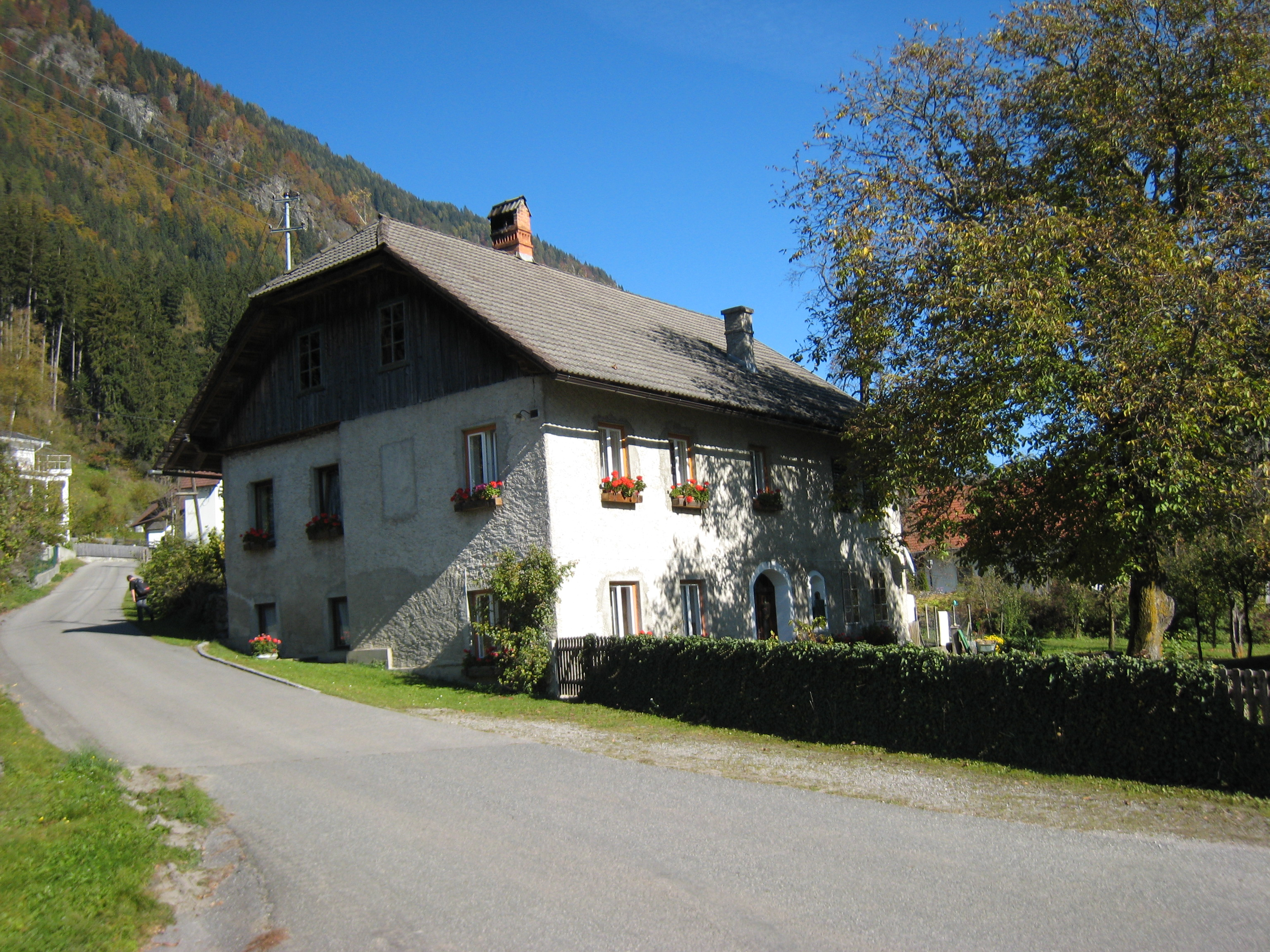
Traditionelle Architektur in Österreich

Anonyme Architektur ist ein Begriff für Traditionelle Architektur, der von Bernard Rudofsky geprägt wurde. Er bezeichnet ein Segment des Bauens, das ohne Mitwirkung einer professionellen gestalterischen Planung entsteht. Der Begriff wird heute gelegentlich synonym zu Traditionelle Architektur benutzt.

## Begriffsprägung durch Rudofsky
Rudofsky veröffentlichte 1964 das Buch Architecture Without Architects – A Short Introduction to Non-Pedigreed Architecture (etwa: Architektur ohne Architekten – eine kurze Einführung zu Architektur ohne Stammbaum), das die gleichnamige Ausstellung im MoMA begleitete. Es wurde 1989 unter dem Titel Architektur ohne Architekten – Eine Einführung in die anonyme Architektur auf Deutsch im Residenz Verlag veröffentlicht. Rudofsky gehört zu den wenigen Personen, die sich mit diesem Thema weiter beschäftigt haben. Er beschreibt überwiegend die traditionellen Varianten des Bauens ohne Architekten.
Neben Abhandlungen schriftlicher Art hat er eine Ausstellung zusammengetragen, welche auf die Inhalte der anonymen Architektur hinweist. Für Rudofsky stellt dieser Sektor des Bauwesens einen Denkanstoß dar, der Ziele für eine moderne und umweltschonende Architektur formuliert.

## Benutzung des Begriffs
Die Benutzung des Begriffs weicht oft vom streng interpretierten Wortsinn ab. Die beiden Begriffe Anonyme Architektur und Architektur ohne Architekten werden oft synonym gebraucht, im strengen Wortsinn liegt jedoch ein geringfügiger Unterschied vor.
Anonym ist eine Architektur in diesem strengen Sinne nur dann, wenn der Entwurfsverfasser (auch wenn es ein planerischer Laie ist) nicht dokumentiert oder der Öffentlichkeit/Fachöffentlichkeit nicht bekannt ist. Ohne Architekten kann durchaus eine Architektur entstehen, hinter der ein bekannter (evtl. sogar prominenter) Entwurfsverfasser steht, allerdings kein Architekt, sondern z. B. ein Bauingenieur oder Künstler.
Abweichend davon finden beide Begriffe pragmatisch meist Verwendung in Abgrenzung zu einer akademischen Architektur, unter anderem auch in Abgrenzung gegenüber spektakulärer, von der Öffentlichkeit vielbeachteter Architektur und gegenüber der Architektur prominenter Star-Architekten, deren Namen Marken geworden sind und die ein großer Teil der gebildeten Öffentlichkeit kennt.